# Wierzchowiny (województwo podkarpackie)
Wierzchowiny – wieś w Polsce, położona w województwie podkarpackim, w powiecie mieleckim, w gminie Wadowice Górne.
| SIMC    | Nazwa      | Rodzaj    |
| ------- | ---------- | --------- |
| 0835242 | Fosa       | część wsi |
| 0835259 | Kądzielnia | część wsi |
| 0835265 | Pastwiska  | część wsi |
| 0835271 | Piachy     | część wsi |
| 0835288 | Podrzecze  | część wsi |
| 0835294 | Smyków     | część wsi |

Wierni Kościoła rzymskokatolickiego należą do parafii św. Franciszka z Asyżu w Wadowicach Dolnych.
W latach 1975–1998 miejscowość należała administracyjnie do województwa tarnowskiego.
W miejscowości znajduje się kilka obiektów godnych polecenia, tj.:
- pomnik pilota Bolesława Stachonia[6],
- Dom Ludowy,
- kapliczki i krzyże przydrożne,
- kościółek NN nieznanej fundacji.